# Luchthaven Petropavlovsk-Kamtsjatski
Luchthaven Petropavlovsk-Kamtsjatski (Russisch: Аэропорт Петропавловск-Камчатский; Aeroport Petropavlovsk-Kamtsjatski) of Jelizovo (Елизово) is de luchthaven van de Russische stad Petropavlovsk-Kamtsjatski, gelegen op 20 kilometer van deze stad bij de stad Jelizovo. De luchthaven is geschikt voor alle typen grote vliegtuigen, inclusief de Antonov An-225 en volgeladen Boeing 747's. De hoofdlandingsbaan meet 3400 meter en telt 24 parkeerplaatsen, waarvan 8 geschikt zijn voor vliegtuigen als de Boeing 747, 8 voor kleinere vliegtuigen en 12 onverhard zijn.
Luchthaven Petropavlovsk-Kamtsjatski is in de eerste plaats een belangrijk militair vliegveld. De 865e Luchtonderscheppingseenheid is gelegerd bij de luchthaven en heeft de beschikking over MiG-31-gevechtsvliegtuigen. In de sovjetperiode was ook de Pacifische Vloot vertegenwoordigd door de 317e Luchtonderscheppingseenheid, die in ieder geval tot 1992 met Tu-16-vliegtuigen vloog. Andere marine-eenheden zijn onbekend, maar er werd ook gevlogen met Beriev Be-12's en de strategische bommenwerper Tu-95. Op recente beelden van google earth zijn 29 MiG-31-vliegtuigen op de luchthaven te zien, alsook vele transportvliegtuigen en helikopters.